# Кокцидіоз
Кокцидіоз (також кокцидоз) — протозоонозне інфекційне захворювання кишкового тракту тварин, яке спричинюють найпростіші представники класу кокцидії (Coccidia). Уражає в основному птахів і гризунів, інколи копитних тварин.

## Зараження
Зараження відбувається під час споживання їжі в якій знаходиться ооциста кокцидії, що являє собою одну з фаз її багатоступеневого розвитку. Зараження найімовірніше в дні вигулу з теплою дощовою погодою. Розрізняють гостру і хронічну форми. Обидві форми завдають величезної шкоди сільському господарству бо при стадному утриманні смертність від гострого кокцидіоза приймає характер майже поголовного мору (у курчат до 100 %, у кроленят до 85 %, у телят і ягнят істотно менше).
Хвороба поширюється від однієї тварини до іншої при контакті з інфікованими фекаліями або проковтуванні інфікованої тканини. Основним симптомом є діарея, яка у важких випадках може стати кривавою. У більшості тварин кокцидіоз розвивається безсимптомно. Однак молоді тварини, або тварини з ослабленим імунітетом можуть мати серйозні симптоми та фатальні наслідки. 

## Симптоми
До первинних симптомів хвороби відносяться млявість, скуйовджений, пониклий вигляд, діарея. До вторинних — сильна анемія, посиніння шкіри.
У тварин розрізняють такі стадії проходження хвороби :
- клінічний кокцидіоз, наслідком якого є смерть;
- субклінічний кокцидіоз — без чітко виражених клінічних ознак;
- м'який кокцидіоз — не викликає згубної дії на організм тварини.

## Лікування
Ооцисти знищує тільки вогонь (паяльної лампи) і крутий окріп. В гної зберігаються до 3 місяців, на пасовищах до року. Вражають в основному шлунково-кишковий тракт, печінку, у гусей також і ниркові миски. На кожному виді паразитують свої кокцидиї, всього 11 різновидів. У курей це переважно Еймері тенелла, що викликає ейміріоз. Можлива профілактична вакцинація.